# Seznam tenisačev
Seznam teniških igralcev je krovni seznam.
- sprejeti v Mednarodni teniški hram slavnih

## Seznami po narodnosti
- seznam ameriških tenisačev
- seznam angleških tenisačev
- seznam argentinskih tenisačev
- seznam avstralskih tenisačev
- seznam belgijskih tenisačev
- seznam beloruskih tenisačev
- seznam čeških tenisačev
- seznam francoskih tenisačev
- seznam hrvaških tenisačev
- seznam indijskih tenisačev
- seznam iranskih tenisačev
- seznam italijanskih tenisačev
- seznam kolumbijskih tenisačev
- seznam nemških tenisačev
- seznam novozelandskih tenisačev
- seznam perujskih tenisačev
- seznam ruskih tenisačev
- seznam slovaških tenisačev
- seznam slovenskih tenisačev
- seznam španskih tenisačev
- seznam švedskih tenisačev
- seznam švicarskih tenisačev
- seznam tajskih tenisačev